# Instituto Nacional de Investigación y Capacitación de Telecomunicaciones
El Instituto Nacional de Investigación y Capacitación de Telecomunicaciones de la Universidad Nacional de Ingeniería (INICTEL-UNI) es un centro de formación e investigación cuya misión principal es la de promover el desarrollo de la sociedad peruana a través del uso de las tecnologías de la información y la comunicación. Organizacionalmente estuvo compuesto por cuatro direcciones de línea: Dirección de Investigación y Desarrollo, Dirección de Capacitación, Dirección de Estudios y Proyectos y finalmente la Escuela Superior de Telecomunicaciones.
Entre sus logros se puede mencionar la realización de proyectos sociales en zonas rurales del Perú donde la disponibilidad de comunicaciones era casi inexistente y la fundación junto a otros institutos y universidades de la Red Académica Avanzada del Perú (RAAP). Además participó en la formación del NAP PERÚ e hizo las primeras investigaciones sobre las radiaciones no ionizantes.
En el año 2006, con el cambio de administración en el gobierno peruano, la titular del Ministerio de Transportes y Comunicaciones (MTC), Verónica Zavala Lombardi, tomó la decisión de asignar el INICTEL a la Universidad Nacional de Ingeniería (UNI) mediante la figura de "fusión por absorción", transfiriendo sus funciones básicas a dicha universidad (manteniendo el INICTEL sus capacidades operativas, de gestión y presupuestales como una unidad ejecutora de la UNI) y las restantes al MTC. Desde ese momento pasó a ser la Unidad Ejecutora 002 INICTEL-UNI. 
Los Directores Ejecutivos del INICTEL-UNI:
- Ing. Rolando Julián Masías
- Ing. Tomás Palma García
- Ing. José Oliden Martínez
- Ing. Daniel Díaz Ataucuri (Actualidad)

Organizacionalmente el INICTEL-UNI se redujo a dos direcciones: Dirección de Capacitación y Transferencia Tecnológica y la Dirección de Investigación y Desarrollo Tecnológico.